# 조현 (축구인)
조현(趙賢, 1974년 2월 24일 ~ )은 대한민국의 전 축구 선수이다. 과거 예원예술대학교 축구부 감독을 맡았다.